# Junji Yamamichi
Junji Yamamichi (山道 淳司 Yamamichi Junji?), född 29 januari 1994 i Fukuoka prefektur, är en japansk fotbollsspelare.
Yamamichi började sin karriär 2016 i Gainare Tottori. Han spelade 40 ligamatcher för klubben. 2018 flyttade han till Honda Lock SC.